# Mathias Richter
Mathias Richter (* 11. September 1967 in Hopsten) ist ein deutscher Volkswirt, politischer Beamter und Politiker (FDP). Vom 30. Juni 2017 bis zum 28. Juni 2022 war er Staatssekretär im Ministerium für Schule und Bildung des Landes Nordrhein-Westfalen.

## Leben

### Ausbildung
Nach seinem Abitur am Gymnasium Private Bischöfliche Fürstenberg-Schule Recke (1988) nahm Richter ein Studium der Volkswirtschaftslehre an der Westfälischen Wilhelms-Universität Münster auf, welches er 1995 als Diplom-Volkswirt abschloss.

### Politischer Werdegang
1995 trat Mathias Richter in die Freie Demokratische Partei ein. Von 1997 bis 2000 fungierte er als Jugendbildungsreferent beim Landesverband Nordrhein-Westfalen der Jungen Liberalen, ist seit 1998 Vorsitzender im Kreisverband Recklinghausen und stellvertretender Vorsitzender im Bezirk Ruhr und wurde 2000 Referent für Schule und Weiterbildung, Wissenschaft und Forschung, Medienpolitik, Sport und Kultur der FDP-Landtagsfraktion Nordrhein-Westfalen. Bereits ein Jahr später wurde Richter Leitender Referent in der FDP-Landtagsfraktion. Nach der Bildung des Kabinett Rüttgers im Jahr 2005 wurde er im von Andreas Pinkwart geführten Ministerium für Innovation, Wissenschaft, Forschung und Technologie des Landes Nordrhein-Westfalen Leiter des Kabinettreferates. 2008 wechselte er auf den Posten des Leiters der Gruppe Finanzen, Personal, Organisationsentwicklung und Informationsmanagement in diesem Ministerium, ab 2011 fungierte er als Leiter der Gruppe Hochschulmedizin, Medizinforschung, Bauangelegenheiten der Universitätskliniken, Gleichstellung von Frau und Mann, Gender Mainstreaming. Für die Bundestagswahl 2017 war er Direktkandidat der FDP im Wahlkreis 121 (Recklinghausen I; Waltrop und Castrop-Rauxel).
Zum 30. Juni 2017 wurde Mathias Richter im Zuge der Kabinettsbildung des Kabinetts Laschet von Ministerin Yvonne Gebauer zum Staatssekretär im Ministerium für Schule und Bildung des Landes Nordrhein-Westfalen berufen. Damit wurde er Nachfolger von Ludwig Hecke. Ab dem 27. Oktober 2021 war er in der gleichen Funktion auch im Kabinett Wüst I tätig. Während der COVID-19-Pandemie geriet Richter aufgrund von „Chaos-Kommunikation“ rund um die Wiederöffnungen der Schulen in die Kritik. Mit dem Ausscheiden der FDP aus der Landesregierung im Zuge der Bildung des Kabinetts Wüst II wurde er im durch Ministerin Dorothee Feller geleiteten Ministerium durch Urban Mauer ersetzt.
Richter ist Beisitzer auf Vorschlag der Bezirksverbände im FDP-Landesvorstand von Nordrhein-Westfalen.

### Privates
Richter ist verheiratet und Vater von vier Kindern.